# Stanevansita
La stanevansita és un mineral de la classe dels minerals orgànics.

## Característiques
La stanevansita és un compost orgànic de fórmula química Mg(C₂H₃O₃)₂·2H₂O. Va ser aprovada com a espècie vàlida per l'Associació Mineralògica Internacional l'any 2022 i publicada en el mes de gener de 2024. Cristal·litza en el sistema monoclínic.
Les mostres que van servir per a determinar l'espècie, el que es coneix com a material tipus, es troben conservades al Museu Mineral de la Universitat d'Arizona, a Tucson (Arizona), amb el número de catàleg: 22721, i al projecte RRUFF, amb el número de mostra: r220011.

## Formació i jaciments
Va ser descoberta a Western end, a la serralada de Pusch, dins el comtat de Pima (Arizona, Estats Units), sent aquest indret l'únic a tot el planeta on ha estat descrita aquesta espècie mineral. Es presenta en forma d'esprais de cristalls allargats de fins a 0,40 mm, associada a lazaraskeïta, crisocol·la, malaquita, wulfenita, mimetita, fosfohedifana, cerussita, hematites, calcita, microclina
, flogopita i quars.